# Bildung auf einen Blick
Bildung auf einen Blick („Education at a Glance“) ist eine seit 1996 jährlich erscheinende Zusammenstellung von vergleichenden internationalen Bildungsindikatoren der OECD. Erfasst wird das gesamte Bildungssystem vom Elementarbereich in Kindergarten und Vorschule bis zur Weiterbildung bei Erwachsenen mittels der International Standard Classification of Education. Die Studie umfasst unter anderem Daten zur Bildungsbeteiligung, Absolventenquoten, Bildungsausgaben sowie zu Weiterbildung und zu Lehr- und Lernbedingungen.
In Deutschland hat die OECD „Bildung auf einen Blick“ in den letzten Jahren (Stand 2017) regelmäßig gemeinsam mit dem Bundesministerium für Bildung und Forschung und der Kultusministerkonferenz vorgestellt. Ein von der OECD wiederholt herausgehobener Befund ist der im internationalen Vergleich geringe Anteil an Hochschul- oder Fachhochschulabsolventen bzw. von Absolventen mit höherem beruflichen Abschluss. Deutschland werde damit dem sich abzeichnenden Bedarf an Hochqualifizierten nicht gerecht. Vergleiche hierzu die Entwicklung der Bildungsbeteiligung in der Bundesrepublik Deutschland.